# 國際足協世界盃冠軍球員列表

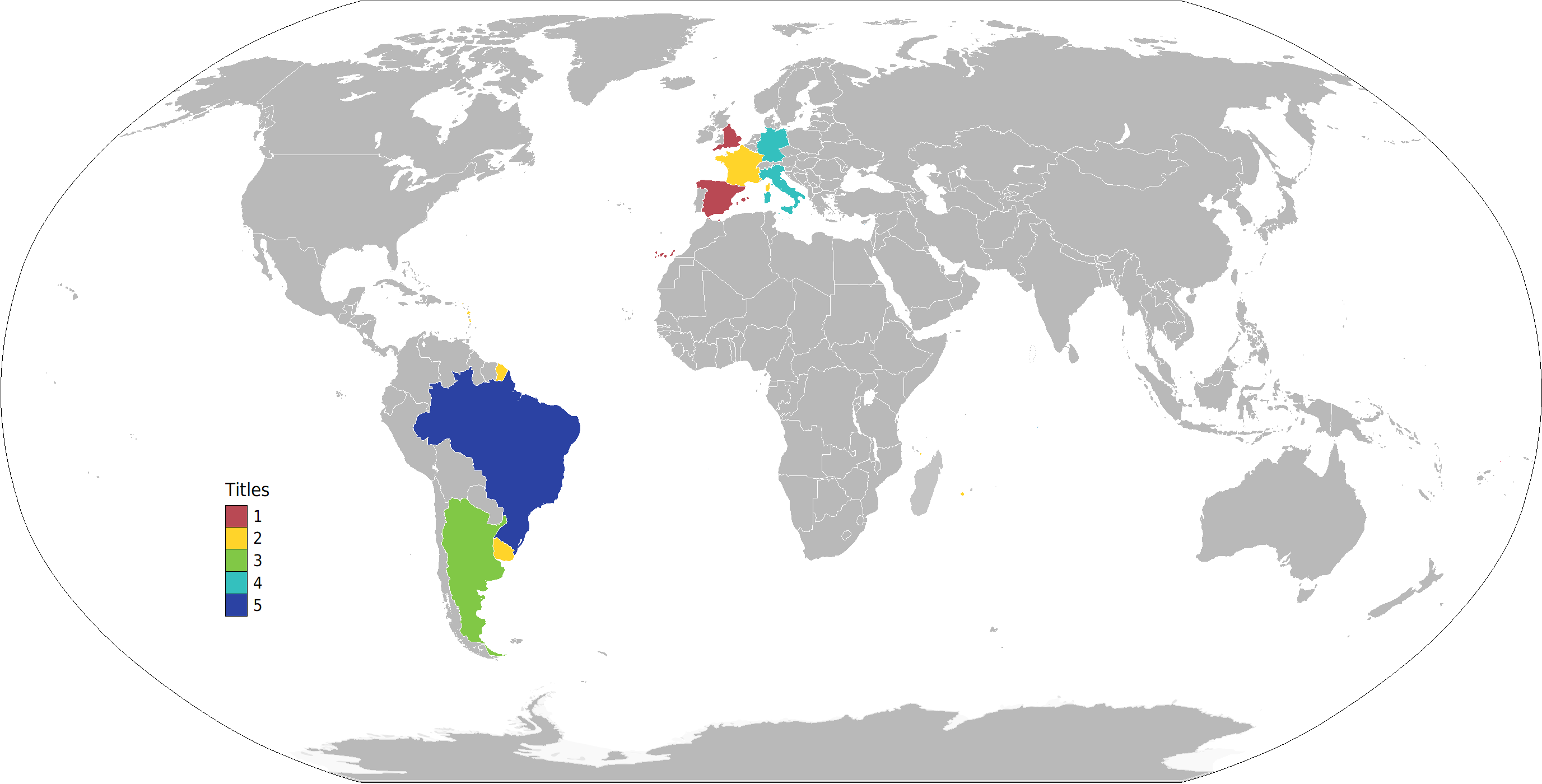
國際足協世界盃冠軍隊伍：巴西（5）、德國（4）、義大利（4）、阿根廷（3）、法國（2）、烏拉圭（2）、英格蘭（1）、西班牙（1）。

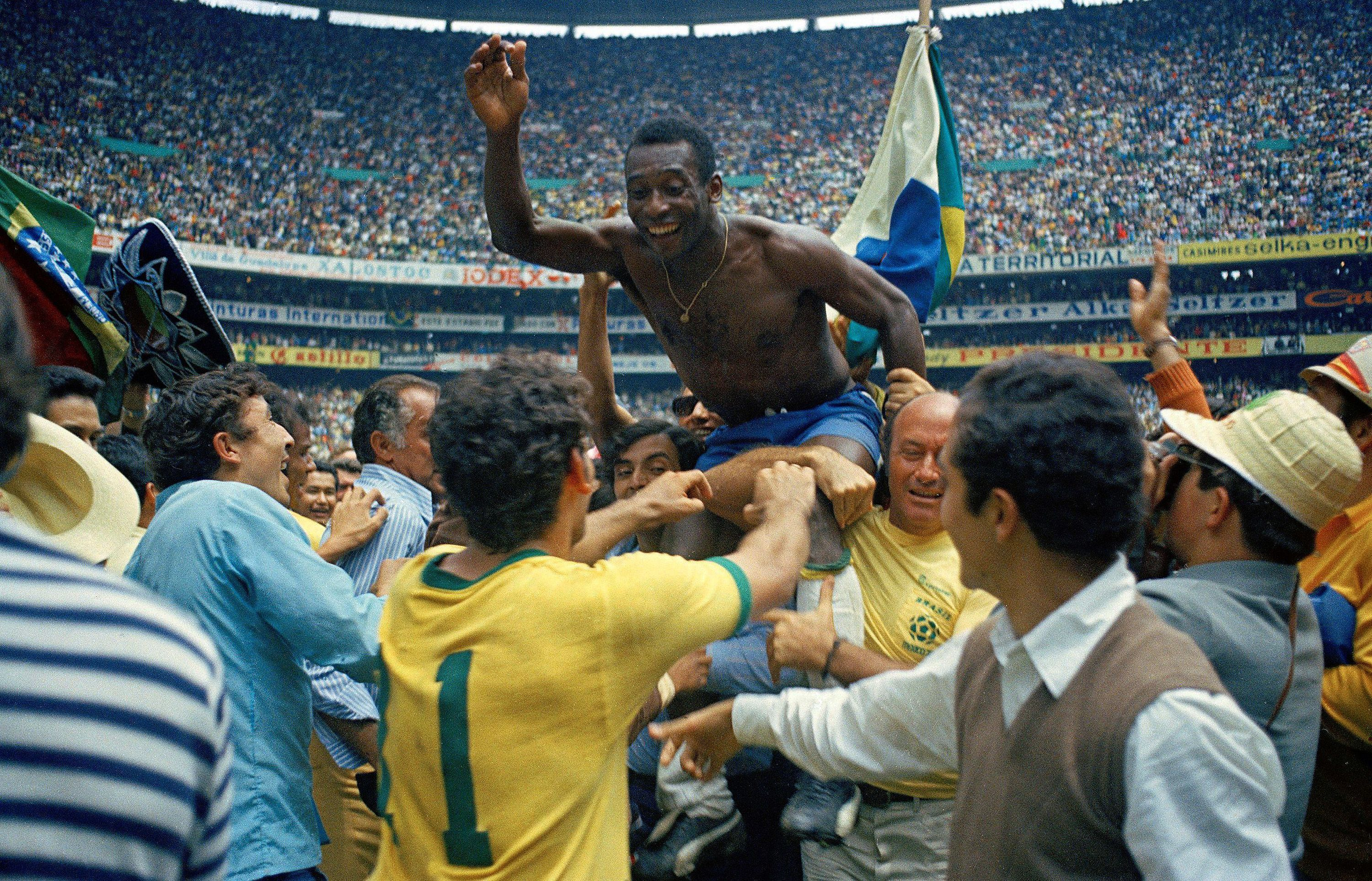
巴西名將比利是史上唯一三奪世界盃冠軍的球員。

國際足協世界盃是一項備受關注的國際男子足球賽事，其創始人為第三任國際足球協會（FIFA）主席儒勒·雷米，每一屆共有來自各大洲的32支國家隊（2026年起為48隊）挺進分組賽一同角逐冠軍寶座。1930年至今已舉辦過22屆賽事，並產生了來自8支國家隊的471名冠軍球員。
1930年，首屆世界盃於烏拉圭蒙特維多舉行，由東道主烏拉圭隊奪下首屆世界盃冠軍。1934年與1938年，由維托里奧·波佐率領的義大利隊連續獲得兩屆冠軍。原定1942年與1946年舉行的兩屆賽事受到第二次世界大戰影響而停辦，直到1950年才恢復舉行。1950年是世界盃首次無進行單場決賽的一屆賽事，該屆淘汰賽以決賽圈的方式進行，最後由烏拉圭隊睽違20年後再度奪下冠軍。
每支參賽隊伍在開賽前需提交最終球員大名單。1998年以前，每支隊伍的最終球員名單上只能選出22名球員，2002年至2018年新增為23名球員。2022年，國際足協執行委員會宣布將每隊的大名單擴增至26人，主教練能自行選擇23至26名球員一同參加世界盃比賽。
自1978年世界盃起，每位來自冠軍球隊的球員都能獲得一枚金牌。在這之前，僅有出席決賽的球員才能獲得獎牌，其他未上場的球員均無獎牌。2007年，時任主席宣布要將獎牌授予過去1930年至1974年之間所有缺席決賽的冠軍球員或其家人，以表示認可他們為團隊奉獻的精神，這包括1962年因傷缺席決賽的巴西球王比利、前英格蘭傳奇前鋒等人在內的122位球員。

## 冠軍球員

### 紀錄
在過去的22屆世界盃中，產生了來自8個國家的471名冠軍球員。其中，巴西的比利是歷年來唯一以球員身份三度奪下世界盃冠軍的球員（1958年、1962年與1970年）。另外，共有20名球員兩度奪得冠軍，分別是義大利的、與阿根廷的，以及巴西的15名球員。
至今尚未有球員以隊長的身份贏得兩次世界盃冠軍。義大利的（1938年）、巴西的（1958年）、莫路·拉莫斯（1962年）和（2002年）以及阿根廷的（1978年）都曾作為隊長舉起獎盃，但在他們獲勝的另一屆決賽中並沒有擔任隊長；阿根廷的（1986年、1990年）和（2014年、2022年）、巴西的鄧加（1994年、1998年）和法國的（2018年、2022年）皆於兩次決賽中擔任隊長，但只贏了一次；而擔任联邦德国隊長的（1982年、1986年）卻連續兩次在決賽中失利。

#### 兩度在決賽中進球並奪冠的球員
巴西的瓦瓦（1958年2、1962年）和比利（1958年2、1970年）皆於兩屆決賽中進球並奪下最終的冠軍獎盃，是少數達成此紀錄的兩位球員，且兩人還各自在1958年的決賽中梅開二度。联邦德国的保罗·（1974年、1982年）、法國的（1998年2、2006年）和基利安·姆巴佩（2018年、2022年3）也曾在兩屆決賽中進球，不過只有在首次參加的決賽中獲勝。

#### 累積最多次在決賽中登場的球員
是唯一一位連續三屆闖入決賽的球員。1994年，他在比賽的第21分鐘代替登場；1998年，他以先發球員身份登場；2002年，他以隊長之姿帶領巴西隊奪下冠軍。然而，三奪世界盃的比利僅出席過兩次決賽。

#### 代表不同國家隊參加決賽的球員
路易斯·是唯一一位代表不同國家隊參加兩次決賽的球員。1930年，他代表阿根廷參加了第一屆世界盃決賽，最終輸給烏拉圭並獲得亞軍；1934年，在轉會到義甲球隊並成為義大利公民後，他代表義大利參加第二屆世界盃決賽，而義大利以2比1險勝捷克並成功奪下冠軍。阿蒂略·德馬里亞也曾入選為1930年阿根廷隊和1934年義大利隊的一員，不過他並沒有在決賽中出場。

#### 以球員及主教練身份奪冠的球員
巴西的马里奥·於1958年和1962年以球員身份兩度奪冠，並於1970年以主教練身份奪得冠軍，成為第一位同時以球員和主教練身份奪冠的球員。联邦德国的為第二位達成這項紀錄的球員，1974年，他以隊長身份帶領联邦德国隊成為全世界首次舉起「大力神盃」的隊伍，1990年他以主教練身份再度奪冠。法國的為第三位，他在1998年作為隊長率領法國隊奪得首次世界盃冠軍，並在2018年、睽違20年後作為主教練再次奪下冠軍，見證了兩次法國在世界盃的冠軍時刻。

#### 獲得最多枚世界盃獎牌的球員
德國的是唯一一位贏得4枚世界盃獎牌的球員，他分別在2002年獲得亞軍銀牌、2006年與2010年獲得季軍銅牌以及2014年獲得冠軍金牌。

#### 最年長的冠軍球員
迪諾·佐夫—40歲又123天（1982年西班牙世界盃）

#### 最年輕的冠軍球員
比利—17歲又239天（1958年瑞典世界盃）

### 球員名單
| 年份                       | 國家隊               | 球員 | 主教練     | Ref.   |
| -------------------------- | -------------------- | --- | ---------- | ------ |
| 1930                       | 乌拉圭* · （詳情）   | GK 巴萊斯特雷羅 GK 卡普奇尼 DF 馬舍羅尼 DF 納薩茲 DF 雷科巴 （ 英语 ： Emilio Recoba） DF 多明哥·特耶拉 （ 英语 ： Domingo Tejera） MF 荷西·安德拉德 MF 斐南迪茲 （ 英语 ： Lorenzo Fernández） MF 格斯蒂多 （ 英语 ： Álvaro Gestido） MF 梅洛諾 （ 英语 ： Ángel Melogno） MF 皮里茲 （ 英语 ： Conduelo Píriz） MF 里奧福 （ 英语 ： Carlos Riolfo） FW 安塞爾莫 （ 英语 ： Peregrino Anselmo） FW 卡洛斯·卡爾沃 （ 英语 ： Juan Carlos Calvo） FW 卡斯特羅 FW 塞阿 FW 多拉多 （ 英语 ： Pablo Dorado） FW 伊里亞特 （ 英语 ： Santos Iriarte） FW 彼得羅內 FW 薩爾登比德 （ 英语 ： Zoilo Saldombide） FW 斯卡羅內 FW 烏爾迪納蘭 （ 英语 ： Santos Urdinarán）                                                                                      | 蘇皮西     | [ 13 ] |
| 1934                       | 義大利* · （詳情）   | GK 卡萬納 GK 孔比 GK DF 阿萊曼迪 DF 卡利加里斯 DF DF 羅塞塔 MF 貝爾托利尼 MF 卡斯泰拉齊 MF 阿蒂利奧·費拉里斯 MF MF MF 瓦爾連 （ 英语 ： Mario Varglien） MF 皮齊奧洛 FW 阿爾卡里 FW 博雷爾 FW 德馬里亞 FW FW 瓜伊塔 FW 瓜里西 （ 英语 ： Anfilogino Guarisi） FW 奧爾西 FW | 波佐       | [ 14 ] |
| 1938                       | 義大利 · （詳情）    | GK 切雷索利 GK GK 奥利维耶里 DF 福尼 DF DF 拉瓦 MF 安德烈奧洛 MF 基佐 MF 多納蒂 MF 真塔 MF 洛卡泰利 MF 奧爾米 MF 佩拉佐洛 MF 塞蘭托尼 FW 貝爾托尼 FW 比亞瓦蒂 FW 科勞西 FW FW 彼得羅·費拉里斯 FW FW 帕西納蒂 FW 皮奧拉 | 波佐       | [ 15 ] |
| 因第二次世界大戰停辦兩屆。 |                      | |            |        |
| 1950                       | 乌拉圭 · （詳情）    | GK 馬斯波利 （ 英语 ： Roque Máspoli） GK 帕斯 DF 甘貝塔 （ 英语 ： Schubert Gambetta） DF 卡洛斯·岡薩雷斯 （ 英语 ： Juan Carlos González） DF 馬提亞斯·岡薩雷斯 （ 英语 ： Matías González (footballer, born 1925)） DF 馬丁內斯 （ 英语 ： William Martínez (footballer)） DF 尤塞比奧·特耶拉 （ 英语 ： Eusebio Tejera） DF 比爾切斯 （ 英语 ： Héctor Vilches） MF 奧圖諾 （ 英语 ： Washington Ortuño） MF 皮尼 （ 英语 ： Rodolfo Pini） MF 羅德里奎·安德拉德 （ 英语 ： Víctor Rodríguez Andrade） MF 瓦雷拉 （ 英语 ： Obdulio Varela） FW 塞薩爾·布里托斯 （ 英语 ： Julio César Britos） FW 布爾格諾 （ 英语 ： Juan Burgueño） FW FW 米格斯 （ 英语 ： Óscar Míguez） FW 莫蘭 （ 英语 ： Rubén Morán） FW 佩雷斯 （ 英语 ： Julio Pérez） FW 理喬 （ 英语 ： Luis Rijo） FW 羅米洛 （ 英语 ： Carlos Romero (footballer, born 1927)） FW 斯克亞菲諾 FW 比達爾 （ 英语 ： Ernesto Vidal） [ b ] | 洛佩茲     | [ 2 ]  |
| 1954                       | 联邦德国 · （詳情）  | 1 圖雷克 2 拉班德 3 科爾邁爾 4 鮑爾 5 埃哈特 6 埃克爾 7 波西帕爾 （ 英语 ： Josef Posipal） 8 馬伊 9 梅布斯 10 利布里希 11 梅茨納 12 拉恩 13 莫洛克 14 克洛特 15 奧特馬爾·瓦爾特 16 17 赫爾曼 18 比辛格 19 普法夫 20 舒希化 21 庫布施 22 克維亞特科夫斯基 [ c ] |            | [ 16 ] |
| 1958                       | 巴西 · （詳情）      | 1 2 3 基爾馬 4 5 6 迪迪 7 8 奧利高 9 索斯莫 10 比利 11 12 尼頓· 13 莫阿塞爾 （ 英语 ： Moacir (footballer, born 1936)） 14 德·索迪 （ 英语 ： Nílton de Sordi） 15 奧蘭多 （ 英语 ： Orlando Peçanha） 16 毛羅 17 喬爾 （ 英语 ： Joel (footballer, born 1931)） 18 19 20 瓦瓦 21 迪達 （ 英语 ： Dida (footballer, born 1934)） 22 貝貝 （ 英语 ： Pepe (footballer, born 1935)） | 菲歐拉     | [ 17 ] |
| 1962                       | 巴西 · （詳情）      | 1 基爾馬 2 3 毛羅 4 5 索斯莫 6 尼頓· 7 8 迪迪 9 科廷霍 （ 英语 ： Coutinho (footballer, born 1943)） 10 比利 11 貝貝 （ 英语 ： Pepe (footballer, born 1935)） 12 雅伊爾·馬里尼奧 （ 英语 ： Jair Marinho） 13 14 朱蘭迪爾 （ 英语 ： Jurandir (footballer, born 1940)） 15 阿泰爾 16 澤奎尼亞 （ 英语 ： Zequinha） 17 孟加維奧 （ 英语 ： Mengálvio） 18 雅伊爾·達科斯塔 （ 英语 ： Jair da Costa） 19 瓦瓦 20 阿馬里爾多 （ 英语 ： Amarildo (footballer, born 1939)） 21 22 | 莫雷拉     | [ 18 ] |
| 1966                       | 英格兰* · （詳情）   | 1 2 3  4 5 6 7 8 9 10 11  12 13  14 15  16 17  18 19  20  21  22 |            | [ 19 ] |
| 1970                       | 巴西 · （詳情）      | 1  2 布里托 （ 英语 ： Brito (footballer, born 1939)） 3 皮亞扎 （ 英语 ： Wilson Piazza） 4 5 6 安東尼奧 （ 英语 ： Marco Antônio (footballer, born 1951)） 7 8 热尔松 9 托斯唐 10 比利 11 里维利诺 12 阿多 （ 英语 ： Ado (footballer)） 13 罗伯托 （ 英语 ： Roberto Miranda） 14 巴爾多奇 （ 英语 ： José Guilherme Baldocchi） 15 豐塔納 （ 英语 ： José de Anchieta Fontana） 16 艾華拿度 17  18 卡朱 （ 英语 ： Caju (footballer, born 1949)） 19 埃杜 20 达里奥 （ 英语 ： Dadá Maravilha） 21 泽马利亚 （ 英语 ： Zé Maria (footballer, born 1949)） 22 莱昂 |            | [ 20 ] |
| 1974                       | 联邦德国* · （詳情） | 1 2 3 4 5 6 霍特格斯 7 威默 8 库尔曼 9 格拉博夫斯基 10 11 12 13 14 15 弗洛赫 16 17 霍尔岑拜因 18 赫尔佐克 19 卡佩尔曼 20 克雷默斯 21 尼格布尔 22 克勒夫 |            | [ 21 ] |
| 1978                       | 阿根廷* · （詳情）   | 1 阿隆索 （ 英语 ： Norberto Alonso） 2 3 巴雷 （ 英语 ： Héctor Baley） 4 貝爾托尼 （ 英语 ： Daniel Bertoni） 5 菲洛爾 6 加列戈 （ 英语 ： Américo Gallego） 7 路易斯·加萬 （ 英语 ： Luis Galván） 8 魯本·加萬 （ 英语 ： Rubén Galván (footballer)） 9 豪斯曼 （ 英语 ： René Houseman） 10 11 基勒 （ 英语 ： Daniel Killer） 12 拉羅莎 （ 英语 ： Omar Larrosa） 13 拉沃爾佩 （ 英语 ： Ricardo La Volpe） 14 盧克 15 奧爾金 （ 英语 ： Jorge Olguín） 16 歐帝斯 （ 英语 ： Oscar Alberto Ortiz） 17 奧維多 （ 英语 ： Miguel Oviedo） 18 帕尼亞尼尼 （ 英语 ： Rubén Pagnanini） 19 20 塔蘭蒂尼 （ 英语 ： Alberto Tarantini） 21 瓦倫西亞 （ 英语 ： José Daniel Valencia） 22 維拉 （ 英语 ： Ricardo Villa）                                                                                                   | 梅諾蒂     | [ 22 ] |
| 1982                       | 義大利 · （詳情）    | 1 佐夫 2 巴雷西 3 贝尔戈米 4 卡布里尼 5 科洛瓦蒂 6 真蒂莱 7 西雷阿 8 維爾喬伍德 （ 英语 ： Pietro Vierchowod） 9 安托尼奥尼 10 多塞纳 11 马里尼 12 博尔东 13 奥里亚利 14 塔尔代利 15 考西奥 16 孔蒂 17 马萨罗 18 阿尔托贝利 19 格拉齐亚尼 20 罗西 21 塞尔瓦吉 22 加利 | 贝阿尔佐特 | [ 23 ] |
| 1986                       | 阿根廷 · （詳情）    | 1 艾爾米隆 （ 英语 ： Sergio Omar Almirón） 2 3 博奇尼 （ 英语 ： Ricardo Bochini） 4 波爾奇 （ 英语 ： Claudio Borghi (footballer)） 5 何塞·布朗 （ 英语 ： José Luis Brown） 6 7 8 9 庫丘福 （ 英语 ： José Luis Cuciuffo） 10 11 12 恩里克 （ 英语 ： Héctor Enrique） 13 加雷 （ 英语 ： Oscar Garré） 14 朱斯蒂 （ 英语 ： Ricardo Giusti） 15 伊斯拉斯 （ 英语 ： Luis Islas） 16 奧拉爾蒂科埃切亞 （ 英语 ： Julio Olarticoechea） 17 帕斯庫利 （ 英语 ： Pedro Pasculli） 18 彭皮多 （ 英语 ： Nery Pumpido） 19 20 塔皮亞 （ 英语 ： Carlos Daniel Tapia） 21 特羅比亞尼 （ 英语 ： Marcelo Trobbiani） 22 澤拉達 （ 英语 ： Héctor Zelada） | 比拉爾多   | [ 24 ] |
| 1990                       | 联邦德国 · （詳情）  | 1 伊尔格纳 2 罗伊特 3 4 5 6 布赫瓦尔德 7 8 9 10 11 米尔 12 奥曼 13 14 贝特霍尔德 15 本恩 16 施泰纳 17 18 19 普夫吕格勒 20 托恩 21 赫尔曼 22 |            | [ 25 ] |
| 1994                       | 巴西 · （詳情）      | 1 2 3 里卡多·罗查 4 罗纳尔多 5 6 布蘭科 （ 英语 ： Branco (footballer)） 7 8 邓加 9 10 11 12 泽蒂 （ 英语 ： Zetti） 13 14 15 桑托斯 （ 英语 ： Márcio Santos） 16 17 18 保羅·  19 繆勒 20 21  22 吉马尔 |            | [ 26 ] |
| 1998                       | 法國* · （詳情）     | 1 2 3 4 5 6 7 8 9 10 11 12 亨利 13 14 15 16 17 18 19 20 21 杜加里 22 |            | [ 27 ] |
| 2002                       | 巴西 · （詳情）      | 1 2 3 4 5 6 7 8 9 10 11 12 迪達 13 14  15 16  17 18 19 20 21 22 23 卡卡 |            | [ 28 ] |
| 2006                       | 義大利 · （詳情）    | 1 2 3 4 5 6 7 8 9 10 11 12 13 14 15 16 17 18 19 20 21 22 23 |            | [ 29 ] |
| 2010                       | 西班牙 · （詳情）    | 1 2 3 4 5 6 7 8 9 10 11 12 13 14 15 16 17 18 19 20 21 22 23 |            | [ 30 ] |
| 2014                       | 德国 · （詳情）      | 1 2 3 4 5 6 7 8 9 10 11 12 13 14 15 16 17 18 19 20 21 22 23 |            | [ 31 ] |
| 2018                       | 法國 · （詳情）      | 1 2 3 4 5 6 7 8 9 10 11 12 13 14 15 16 17 拉米 18 費基爾 19 20 21 盧卡斯·埃尔南德斯 22 23 |            | [ 32 ] |
| 2022                       | 阿根廷 · （詳情）    | 1 2 3 4 5 6 7 8 9 10 11 12 13 14 15 16 17 18 19 20 21 22 23 24 25 26 |            | [ 33 ] |
| 總計                       | 8隊                  | 471名 | 21名       |        |

- 以粗體字表示有出席決賽的球員。
- 以星號*註記東道主冠軍隊。

## 數據

### 總覽
| 國家隊              | 參賽屆數 | 奪冠次數 | 球員人數 | 教練人數 | 奪冠年度                     |
| ------------------- | -------- | -------- | -------- | -------- | ---------------------------- |
| 巴西                | 22       | 5        | 89       | 5        | 1958、1962、1970、1994、2002 |
| 德国（含 联邦德国） | 20       | 4        | 89       | 4        | 1954、1974、1990、2014       |
| 義大利              | 18       | 4        | 89       | 3        | 1934、1938、1982、2006       |
| 阿根廷              | 18       | 3        | 70       | 3        | 1978、1986、2022             |
| 法國                | 16       | 2        | 45       | 2        | 1998、2018                   |
| 乌拉圭              | 14       | 2        | 44       | 2        | 1930、1950                   |
| 英格兰              | 16       | 1        | 22       | 1        | 1966                         |
| 西班牙              | 16       | 1        | 23       | 1        | 2010                         |

### 多次摘冠的球員
| 球員姓名    | 國家隊 | 奪冠次數 | 參賽屆數 | 參賽年度               |
| ----------- | ------ | -------- | -------- | ---------------------- |
| 比利        | 巴西   | 3        | 4        | 1958、1962、1966、1970 |
|             | 巴西   | 2        | 3        | 1958、1962、1966       |
|             | 巴西   | 2        | 4        | 1994、1998、2002、2006 |
|             | 巴西   | 2        | 4        | 1950、1954、1958、1962 |
| 迪迪        | 巴西   | 2        | 3        | 1954、1958、1962       |
|             | 巴西   | 2        | 4        | 1954、1958、1962、1966 |
|             | 義大利 | 2        | 2        | 1934、1938             |
|             | 巴西   | 2        | 3        | 1958、1962、1966       |
| 基爾馬      | 巴西   | 2        | 3        | 1958、1962、1966       |
|             | 義大利 | 2        | 2        | 1934、1938             |
| 莫路·拉莫斯 | 巴西   | 2        | 3        | 1954、1958、1962       |
|             | 義大利 | 2        | 2        | 1934、1938             |
|             | 義大利 | 2        | 2        | 1934、1938             |
| 尼頓·       | 巴西   | 2        | 4        | 1950、1954、1958、1962 |
|             | 阿根廷 | 2        | 3        | 1978、1982、1986       |
| 貝貝        | 巴西   | 2        | 2        | 1958、1962             |
|             | 巴西   | 2        | 4        | 1998、1994、2002、2006 |
| 瓦瓦        | 巴西   | 2        | 2        | 1958、1962             |
| 马里奥·     | 巴西   | 2        | 2        | 1958、1962             |
|             | 巴西   | 2        | 3        | 1958、1962、1966       |
| 索斯莫      | 巴西   | 2        | 2        | 1958、1962             |
| 總計        | 21名   | 21名     | 21名     | 21名                   |

- 以粗體字表示球員奪冠年度。

## 註解
1. ↑  1930年至1970年的獎盃為「雷米金盃」；1974年至今的獎盃為「大力神盃」。
2. ↑  標記的11位球員為決賽圈最終場（1950年7月16日）的先發球員。
3. ↑  首屆正式為球員分配號碼的世界盃。